# Lorey
Lorey ist eine französische Gemeinde mit 87 Einwohnern (Stand 1. Januar 2022) im Département Meurthe-et-Moselle in der Region Grand Est (vor 2016 Lothringen). Sie gehört zum Arrondissement Lunéville und zum Kanton Lunéville-2.

## Geografie
Die Gemeinde liegt etwa 23 Kilometer südsüdöstlich von Nancy im Süden des Départements Meurthe-et-Moselle. Sie liegt am östlichen Rand des Moseltals zwischen zwei Hügeln. Das Gemeindegebiet durchfließen sowohl der Euron als auch die Mosel. Nachbargemeinden sind Saint-Mard im Norden, Domptail-en-l’Air im Norden und Osten, Haigneville im Südosten, Bayon im Süden, Roville-devant-Bayon im Südwesten sowie Neuviller-sur-Moselle im Westen.

## Geschichte
Die heutige Gemeinde wurde im 12. Jahrhundert indirekt (Vinea in Loreio) in der lateinischen Form Loreio erstmals in einem Dokument erwähnt. Lorey gehörte historisch zur Vogtei (Bailliage) Rosières-aux-Salines und somit zum Herzogtum Lothringen, das 1766 an Frankreich fiel. Bis zur Französischen Revolution lag die Gemeinde dann im Grand-gouvernement de Lorraine-et-Barrois. Von 1793 bis 1801 war die Gemeinde dem Distrikt Lunéville zugeteilt. Lorey war von 1793 bis 2015 Teil des Kantons Bayon und liegt seit 2015 innerhalb des Kantons Lunéville-2. Seit 1801 ist Lorey zudem dem Arrondissement Lunéville zugeordnet. Die Gemeinde lag bis 1871 im alten Département Meurthe.

## Bevölkerungsentwicklung
| Jahr                       | 1962 | 1968 | 1975 | 1982 | 1990 | 1999 | 2007 | 2019 |
| Einwohner                  | 118  | 96   | 91   | 78   | 70   | 72   | 90   | 89   |
| Quellen: Cassini und INSEE |      |      |      |      |      |      |      |      |

## Verkehr
Lorey liegt nahe an bedeutenden Verkehrswegen. Die Bahnstrecke von Nancy nach Épinal führt durch die südliche Nachbargemeinde Bayon. In dieser Gemeinde liegt die nächstgelegene Haltestelle. Die E23 führt wenige Kilometer westlich der Gemeinde vorbei. Der nächstgelegene Anschluss ist in Laneuveville-devant-Bayon. Für den regionalen Verkehr ist die D112 wichtig, die wenige Meter westlich des Dorfs vorbeiführt.

## Sehenswürdigkeiten
- Dorfkirche Sainte-Croix aus dem 14. und 15. Jahrhundert; mit Kultgegenständen aus dem 16. Jahrhundert
- Denkmal für die Gefallenen[1]
- Wegkreuz

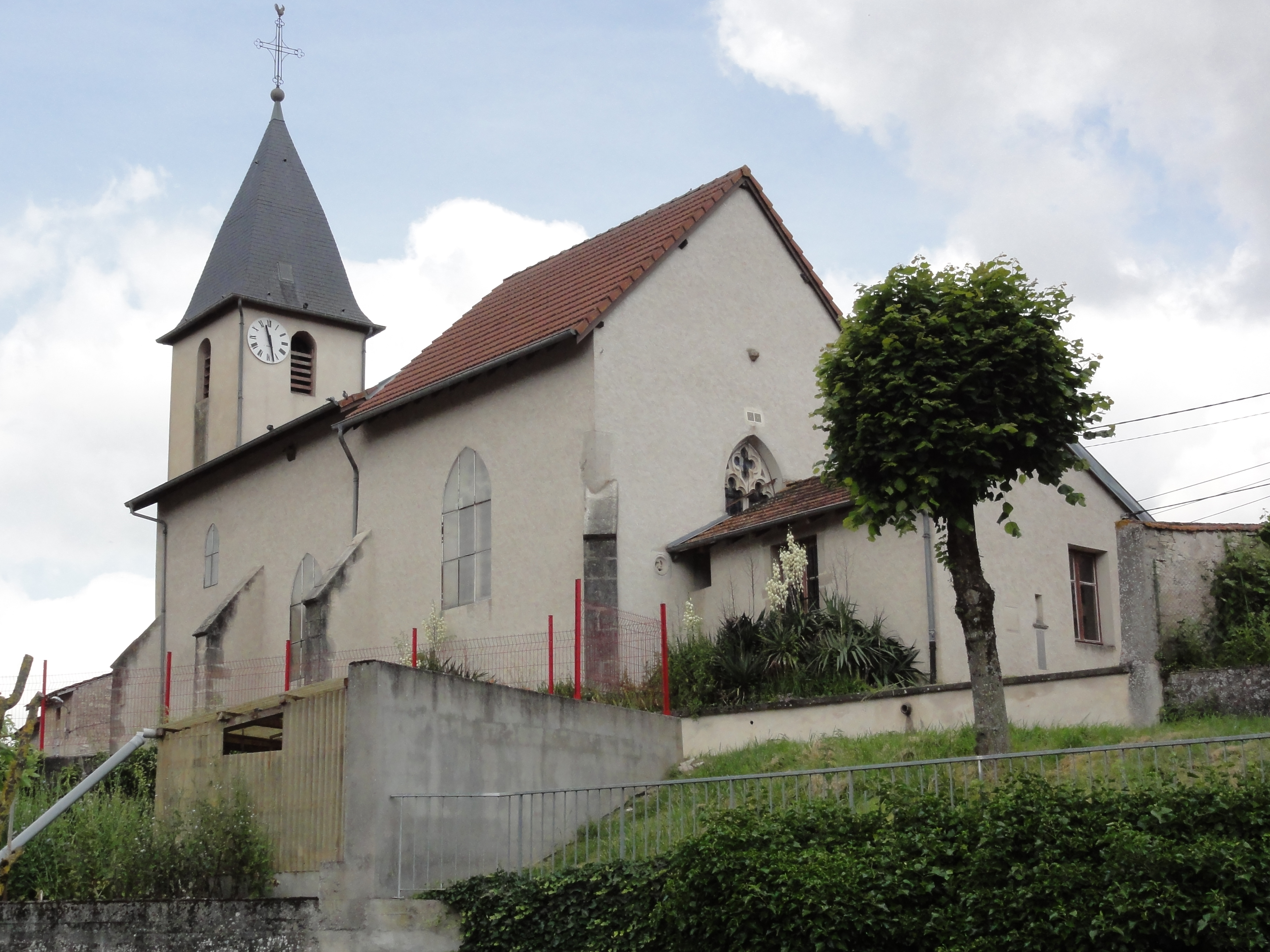
Dorfkirche Sainte-Croix
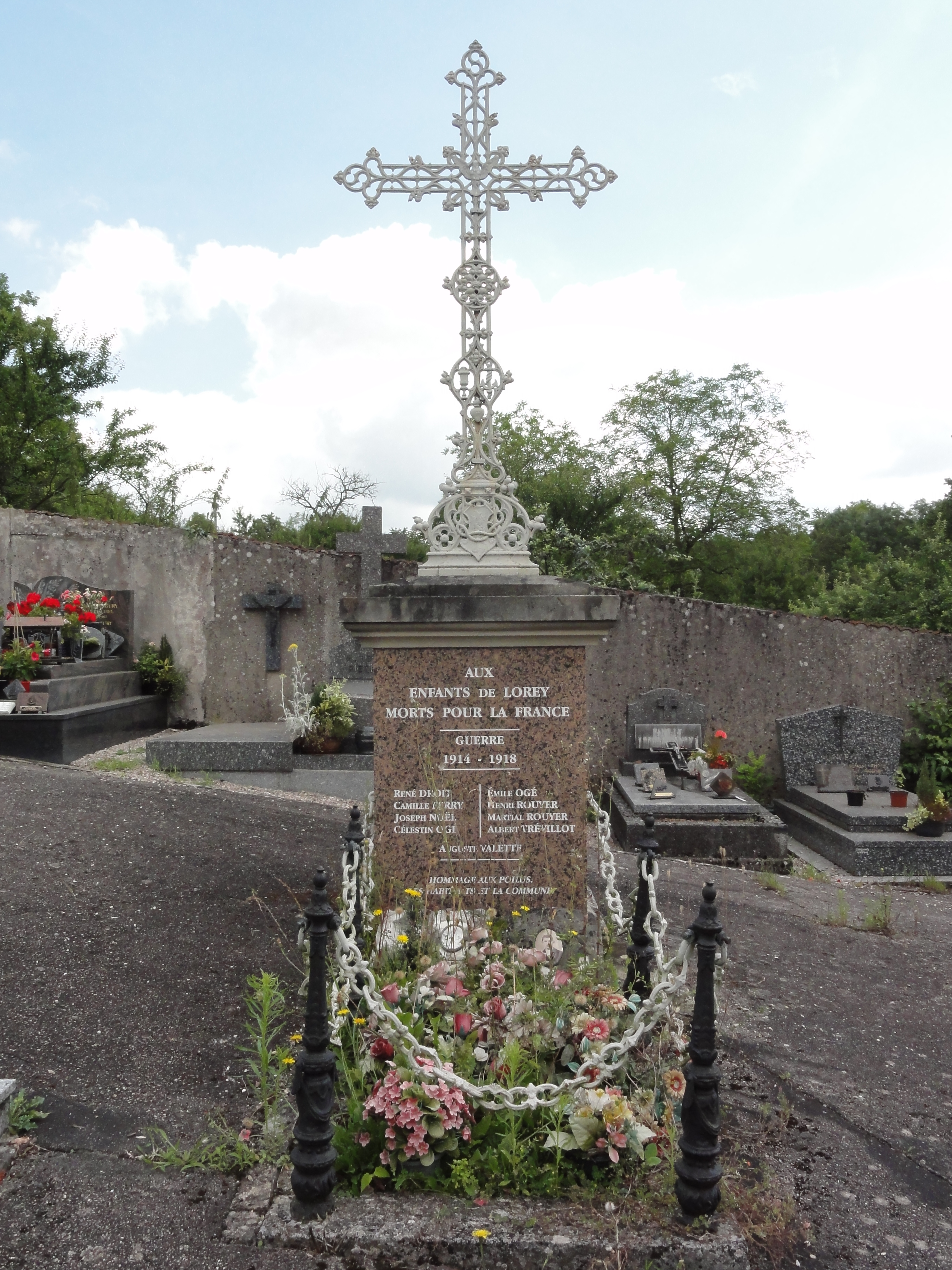
Denkmal für die Gefallenen
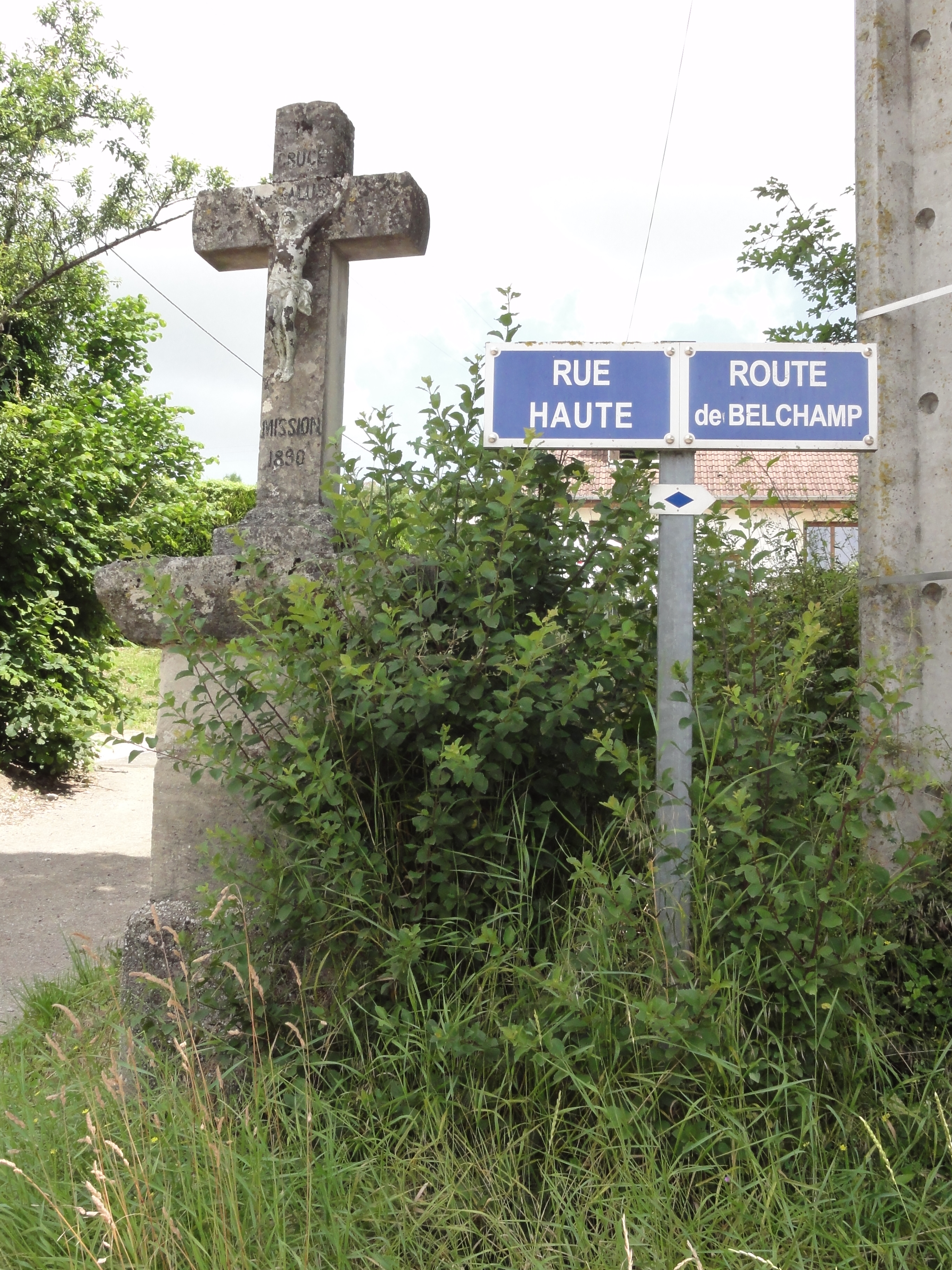
Wegkreuz
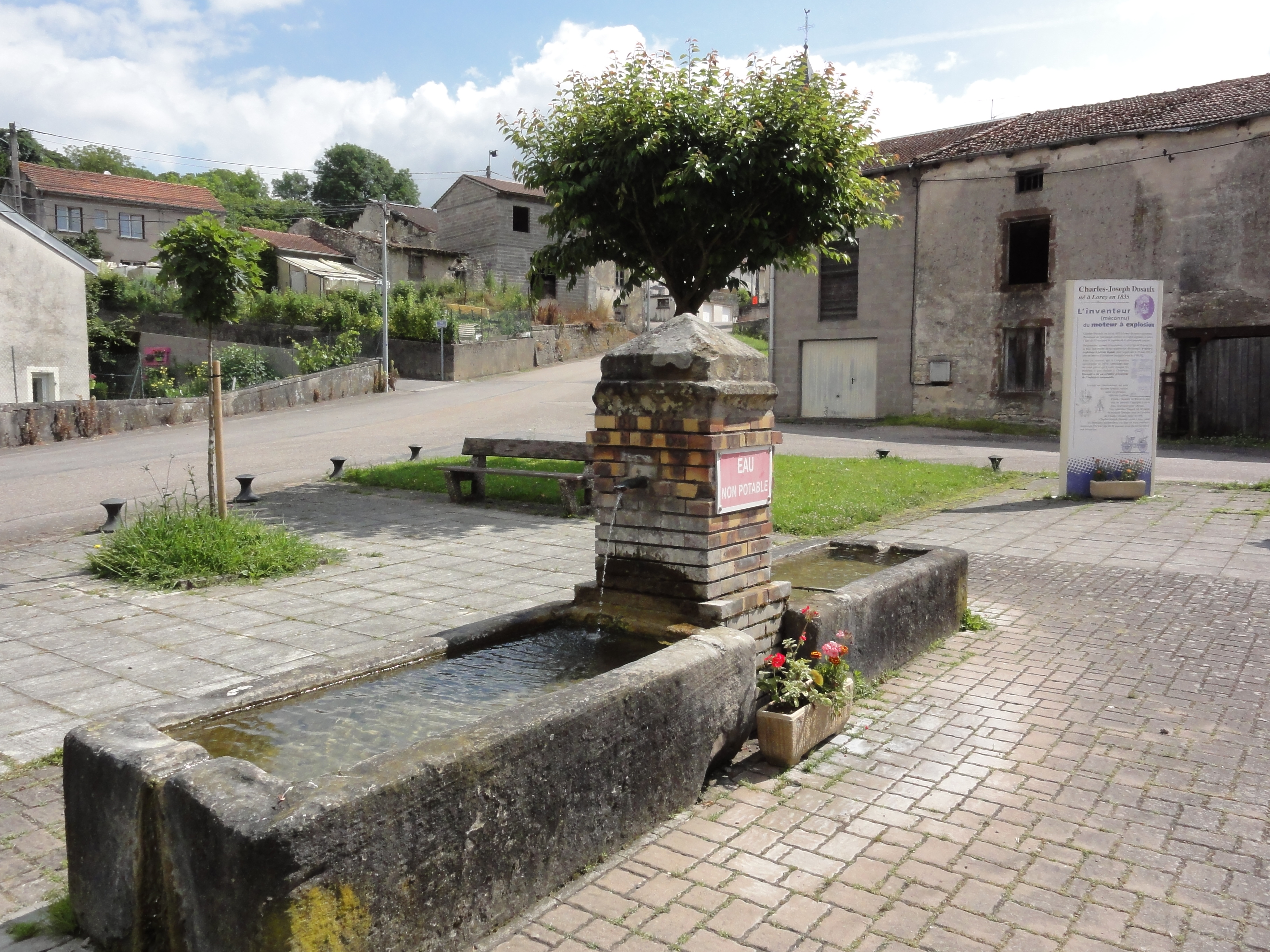
Dorfbrunnen von Lorey